# Kevin Ambervill
Kevin Ambervill, född 20 november 1991 är en svensk filmfotograf, filmklippare och filmproducent.
Han driver sitt eget produktionsbolag Ambervill Film & Television sedan 2015.
Kevin Ambervill har jobbat med flera olika produktionsbolag och mediahus som Nexiko, Fremantle, Splay One, ITV Studios, Strix Television, Anagram, Meter Television, TV4, Kanal 5, Utbildningsradion, Viaplay, Sveriges Television med flera.

## Filmografi (foto) i urval
- 2015 - Big Brother - Maktspelet
- 2016 - Jockiboi & Jonna (Joakim Lundell - i nöd och lust
- 2016 - Facing: Putin
- 2016 - Dark Net: Upgrade
- 2017 - Brynolf & Ljung - Hocus Pocus Motherf*ckers
- 2017 - Oriflame - The One Express TVC
- 2017-2018 - Breaking News med Filip och Fredrik
- 2018 - Filip och Fredrik presenterar
- 2018-2019 - Breaking news med Jessica Almenäs
- 2019 - Therese Lindgren: Ibland mår jag inte så bra
- 2019 - Joakim Lundell - Jockiboi räddade mitt liv
- 2019 - Puma Swede - Mitt liv som porrstjärna
- 2019 - Charlotte Perrelli - Flickan från Småland
- 2019 - JO Waldner (Jan-Ove Waldner) - Bollkungen från Bredäng
- 2019 - Peter Forsberg - Välkommen till Foppaland, Documentary film
- 2019 - Magnus Hedman - Andra Halvlek, Documentary film
- 2019 - Din Hjärna med Anders Hansen
- 2019 - Stockholms Stadsmission - Julkampanj, reklam

## Efterbearbetning (redigerare) i urval
- 2016 - Sandra Beijer - Bokklubb
- 2017 - Bonde söker fru - Kärlek åt alla
- 2017 - Time Out
- 2017 - Fixa Bröllopet
- 2018-2019 - Breaking News med Filip och Fredrik
- 2018-2019 - Breaking news med Jessica Almenäs
- 2018 - Centerpartiet - Valfilmer
- 2019 - Alla mot alla med Filip och Fredrik